# 黑布施泰因
黑布施泰因（發音：[ˈhɛʁpˌʃtaɪn] ⓘ）是德国黑森州吉森行政区福格尔斯山县的城市，面积79.98平方千米，2023年12月31日人口为4,625人。